# 그레미우 카탄두벤시
그레미우 카탄두벤시 지 푸치보우(Grêmio Catanduvense de Futebol)는 브라질의 축구단으로 상파울루주의 카탄두바를 연고로 한다.